# Yankton County
Yankton County is een van de 66 county's in de Amerikaanse staat South Dakota.
De county heeft een landoppervlakte van 1.351 km² en telt 21.652 inwoners (volkstelling 2000).
Aurora County · Beadle County · Bennett County · Bon Homme County · Brookings County · Brown County · Brule County · Buffalo County · Butte County · Campbell County · Charles Mix County · Clark County · Clay County · Codington County · Corson County · Custer County · Davison County · Day County · Deuel County · Dewey County · Douglas County · Edmunds County · Fall River County · Faulk County · Grant County · Gregory County · Haakon County · Hamlin County · Hand County · Hanson County · Harding County · Hughes County · Hutchinson County · Hyde County · Jackson County · Jerauld County · Jones County · Kingsbury County · Lake County · Lawrence County · Lincoln County · Lyman County · Marshall County · McCook County · McPherson County · Meade County · Mellette County · Miner County · Minnehaha County · Moody County · Oglala Lakota County · Pennington County · Perkins County · Potter County · Roberts County · Sanborn County · Spink County · Stanley County · Sully County · Todd County · Tripp County · Turner County · Union County · Walworth County · Yankton County · Ziebach County